# La Prière de la fin
La Prière de la fin est un poème du journaliste et homme politique français Charles Maurras écrit en juin 1950 à la prison de Clairvaux et publié comme épilogue dans le recueil de poèmes La Balance intérieure le 19 avril 1952.

## Contexte
En 1952, Maurras confie au chanoine Aristide Cormier qu'il est en pleine relecture de sa Prière de la fin lorsqu'il est transféré à la clinique Saint-Grégoire de Saint-Symphorien-lès-Tours. Le texte est daté de juin 1950 soit lors de sa détention à la prison de Clairvaux, deux ans avant sa mort le 16 novembre 1952.

## Structure
Le poème est divisé en sept quatrains écrits en alexandrin. Il est introduit par une citation du poète Dante : Mentre che la speranza ha fior del verde (« Tant que l'espérance verdit un peu » en italien). Dante fut condamné par ses compatriotes tout comme Maurras, pour avoir pris le parti des guelfes blancs. Maurras invoque « la justice véritable d’une déité interpellée, redevenue chrétienne » face à une justice inique selon lui.
Le poème est publié pour la première fois dans La Balance intérieure en avril 1952. Le fait de placer cette ultime prière en guise d'épilogue « reflète le souci poignant d’être encore admiré, de rester « ce vieux guerrier » courageux, un peu fou, accroché à son combat ».

## Analyse
Le début du poème ne doit pas être lu comme une affirmation mais compris comme un souhait. Maurras rêve d'une autre vie où il « n'aurait jamais connu les contradictions dans lesquelles il n'a cessé de se débattre ». Ces contradictions s'immiscent dans les quatre dernières strophes où l'auteur se décrit tel qu'il est tout en s'abandonnant au Dieu inconnu seul capable de le juger.
Les trois premières strophes paraissent « exprimer la satisfaction du devoir accompli ». Maurras rappelle son engagement « pour une patrie, pour un roi, les plus beaux qu'on ait vus sous le ciel ». Dans sa prière, le prisonnier de Clairvaux revient sur cette fidélité de la France à l'Eglise romaine, dans laquelle il voit, en filigrane de la Rome païenne, l'héritière d'Athènes.
L'étude critique du texte conduite par Julien Cohen démontre un cheminement spirituel.

« Le poète enferme sa prière dans une demande qui se modifie sensiblement : « endormez-moi », au premier vers, devient « endormez-la », à l’avant-dernier alexandrin : il s’agit de l’âme du héros qui « n’a point connu la haine » et dont le cœur n’a battu que pour « vos seuls vrais biens ». Ce cœur martyr a battu « sans retour », il n’a pas trahi et n’en a pas cherché de récompense. Sa fidélité à une vision politique chrétienne, le roi d’ordre divin et les saints qui entourent son trône de Gloire, ne s’arrête pas à Rome puisque « Rome d’Athènes en fleur a récolté le fruit ». De même a-t-il été fidèle à lui-même, à cette pulsion de doute et d’angoisse insufflée à ce cœur cherchant toujours « la même vérité. » Le poète demande au Seigneur de l’accueillir « dans sa paix certaine », l’adjectif mettant en avant la certitude de cette paix et laissant largement supposer que le Seigneur l’acceptera. Comment douter, dès lors, de ce « retour en grâce » d’un vieux guerrier fidèle dans ses actes et qui avoue qu’il a douté ? Pourquoi s’en cacherait-il ? En inscrivant sa doctrine de tradition hellénique au sein de sa prière, en y incluant le doute agnostique qu’il a toujours professé à l’encontre de la religion catholique, Maurras désarme toute remarque. »

Au travers de la Prière de la fin, Maurras exprime « une impression profonde de calme et de sérénité devant l'approche de la mort ». Le poème concentre à la fois « le doute et l’espérance ».

### La conversion de Maurras

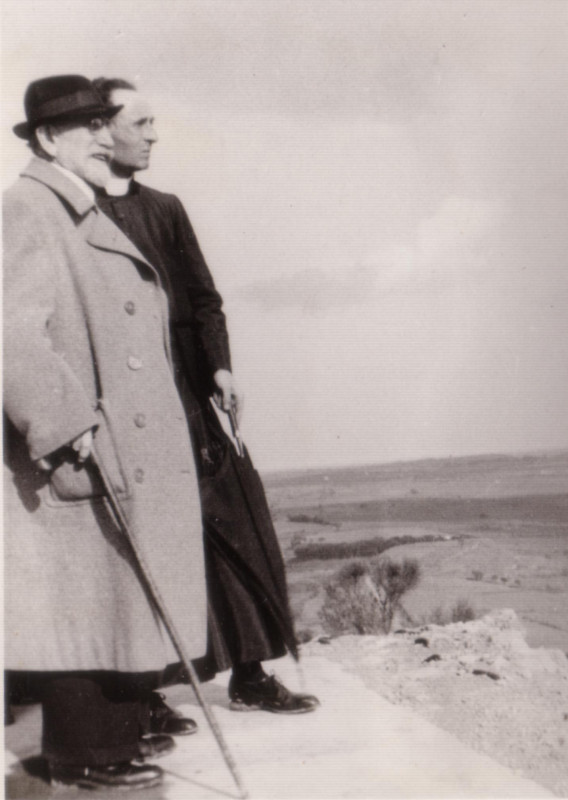
Charles Maurras et un prêtre à Saint-Étienne en 1942.

Éric Vatré évoque l'hypothèse que Maurras aurait pu composer ce texte pour « rasséréner ses proches ou [...] apaiser toute inquiétude concernant les suites politiques de la condamnation de 1926 ». Il énonce aussi l'éventualité d'une pression constante exercée par son entourage pour lui « arracher la conversion in extremis » alors que sa santé déclinait et sa résistance diminuait.
Pour les exégètes plus classiques de Maurras, ceux-ci considèrent La Prière de la fin comme l'ultime preuve de sa conversion au catholicisme. Cette rupture avec l'agnosticisme aurait commencée lors de la première détention de l'auteur à la prison de la Santé du 20 octobre 1936 au 6 juillet 1937 pour menaces de mort à l'encontre de Léon Blum. D'après Julien Cohen, cette prière représente plutôt une conciliation avec « les intuitions enflammées de sa jeunesse, les images païennes, tout en revenant au sein de l’Église ».
L'historien Martin Motte relève la contradiction que Maurras prétend avoir servi Dieu durant sa vie tout en assumant ne pas savoir qui il est dès le premier vers de la quatrième strophe.
Pierre Boutang rapporte que dans une lettre de Clairvaux datée de mai 1951, Maurras « se croyait loin encore des espérances chrétiennes ou platoniciennes ». En somme, cette Prière de la fin ne constitue pas « une demande de pardon, d’absolution des fautes commises, mais de repos ».

### L'invocation du Seigneur
La prière ne s'adresse plus à des déités antiques comme antérieurement dans l'œuvre de Maurras. Désormais, il s'en réfère à Sainte Geneviève, à La Vierge et aux Saints Patrons de la tradition catholique française en particulier Jeanne d’Arc, Sainte Thérèse de Lisieux et Saint Michel.
Au fil de La Balance intérieure, la forme féminine de la divinité évolue sensiblement, « la Déesse-Mère devenant Cypris, et Cypris les Dieux, puis le Dieu avant de devenir enfin le « Seigneur » » dans La Prière de la fin. Le parcours spirituel de Maurras est « largement amendé par la structure du recueil et par son contenu, qui délaisse peu à peu une divinité plurielle » pour en venir au dieu unique.
Maurras s'adresse à Dieu comme un dévot en invoquant le « Seigneur ». Julien Cohen note que Maurras se conforme à la tradition juive en ne nommant pas Dieu lorsqu’il le prie et en n'invoquant jamais son nom. Cette formulation traduit une évolution dans la spiritualité de Maurras. D'après Éric Vatré, « il ne s'agit plus là du dieu indéterminé d'un agnostique essayant d'approcher la foi, ou d'un quelconque dieu de la mythologie antique, mais bien du Dieu révélé dans l'Evangile tel que le chrétien le connaît et le loue ».
Au regard de l'ensemble du recueil de poèmes, Julien Cohen y perçoit plutôt une mystique néo-platonicienne fondée « sur la présence des ombres mortelles, divinités qui soufflent et insufflent les songes ». Le poème Le Rêve de Pan, qui mentionne « le même Dieu qui tue et fait renaître », reprend le thème d’une nature païenne transcendante. Ce poème daté de « décembre 43-janvier 44 » nuance la conversion de Maurras. D'autres textes comme Le Cintre de Riom de 1947 et dans À mes vieux Oliviers en 1951 attestent d'une persistance de « cette même dimension de paganisme philosophique, Aristotélicien et Comtien, où les Dieux sont des forces qui érigent des Lois ».

## Critiques
Henri Massis salue ce poème comme l'illustration d'un « insatiable besoin de « comprendre l'être de son être » ». Le texte reflète « le grand souffle d'espérance et d'amour qui, au cours d'une longue vie, n'avait cessé de le faire tressaillir ». Le journaliste Jean-Christophe Buisson partage cette opinion en y discernant une « profonde envie de croire ».
Le philosophe Maurice Weyembergh considère La Prière de la fin comme « un des plus beaux poèmes, et sans conteste un des plus émouvants » de Maurras. De même, l'historien Martin Motte y voit « la tentative la plus poussée de Maurras pour débrouiller l'invraisemblable écheveau de sa vie intérieure ».
Stéphane Giocanti estime que « le poème revient sur l'ardeur voire l'impatience à voir clair dans le mystère, sur les doutes, mais ils étaient en définitive confiés à la douce charité de Dieu ».
Gérard Leclerc l'analyse comme un « magnifique poème testament ».
Le journaliste Samuel Lieven relève que le texte accorde « des accents de piété maternelle et de recueillement poétique ».

## Postérité
Les deux premiers vers du poème figurent sur les sépultures de Pierre Juhel, Georges Calzant et Raoul Follereau.